# Caryocolum tricolorella
Caryocolum tricolorella — вид лускокрилих комах з родини виїмчастокрилі молі (Gelechiidae).

## Поширення
Трапляється від Фенноскандії до Піренеїв, Альп і Румунії та від Ірландії до України.

## Опис
Розмах крил близько 12 мм. Голова темно-рудувата, обличчя білувато-порошкове. Кінцевий суглоб пальпи майже такий же довгий, як другий. Передні крила залізисто-бурі, ребра і передні крила посипані чорнуватим; біла досить похила фасція на 1/4, за якою йде трикутна чорна реберна пляма; біле напилення в середині диска; друге дискове рильце чорне; кутова біла фасція на 3/4 іноді переривається, утворюючи дві плями, реберні більші та швидше задні. Задні крила світло-сірі.

## Спосіб життя
Дорослі особини розлітаються з червня по серпень.